# زنقية
قرية زنقية، هي قرية سودانية تقع في شرق جبل مرة بمنطقة حدودية بين شمال وجنوب دارفور وتبعد عن عاصمة ولاية شمال دارفور الفاشر حوالي 85 كيلومترا. وتعتبر قرية زنقية رئاسة مجلس زنقية والذي يضم باضافة لزنقية كل من قرية ود بحر وبلدو وعدد سكانها حوالي 1400 نسمة.
تعتبر هذه القرية من أقدم مراكز تعليم القرآن الكريم حيث تأسست بها خلوة إسلامية خرجت الآلاف من حافظي كتاب الله من مختلف قرى دارفور المختلفة.